# Chydorus reticulatus
Chydorus reticulatus är en kräftdjursart som beskrevs av Daday 1898. Chydorus reticulatus ingår i släktet Chydorus och familjen Chydoridae. Inga underarter finns listade i Catalogue of Life.